# Hazel Rosenstrauch
Hazel Rosenstrauch (geboren am 13. Mai 1945 in London) ist eine englisch-österreichische Kulturwissenschaftlerin, Schriftstellerin und Journalistin.

## Leben
Hazel Rosenstrauch ist die zweite Tochter von Oskar Rosenstrauch und Edith Rosenstrauch, geborene Königsberg. Nach der Rückkehr ihrer Eltern aus dem englischen Exil nach Österreich wuchs Hazel Rosenstrauch seit 1946 in Wien auf, wo sie die Matura ablegte. Ab 1965 studierte sie Germanistik, Philosophie und Soziologie an der Freien Universität in Berlin sowie empirische Kulturwissenschaft an der Universität Tübingen. Dort wurde sie 1983 mit einer von Hermann Bausinger betreuten Dissertation über den Buchhändler und Verleger Philipp Erasmus Reich promoviert.
Von 1982 bis 1987 arbeitete sie als Assistentin am Soziologischen Institut der Freien Universität Berlin. 1989 war sie Redakteurin der Kulturzeitschrift Wiener Tagebuch und von 1992 bis 1994 Wissenschaftliche Mitarbeiterin am Institut für Sozioökonomie der Österreichischen Akademie der Wissenschaften. Für die Zeitschrift Gegenworte. Hefte für den Disput über Wissen, herausgegeben von der Berlin-Brandenburgischen Akademie der Wissenschaften, war sie von 1997 bis 2005 redaktionell verantwortlich.
Seit 1967 ist Rosenstrauch auch als freie Journalistin und Schriftstellerin tätig. Sie hat zahlreiche Bücher und Essays veröffentlicht, u. a. in Ästhetik & Kommunikation, Konkret, Kursbuch, Literaturmagazin, Neue Gesellschaft / Frankfurter Hefte, Merkur und Universitas.
Thematische Schwerpunkte ihrer publizistischen Arbeit bilden die Beziehungen zwischen Wissenschaft und Öffentlichkeit, das jüdisch-deutsche Verhältnis und kulturelle Umbrüche um 1800.
Hazel Rosenstrauch hat einen Sohn und lebt in Berlin.

## Auszeichnungen
- 1999: Österreich 1 Essay-Förderungspreis des Österreichischen Rundfunks (ORF)
- 2012: Österreichischer Staatspreis für Kulturpublizistik[5]
- 2015: Theodor-Kramer-Preis[6]

## Veröffentlichungen

### Monografien

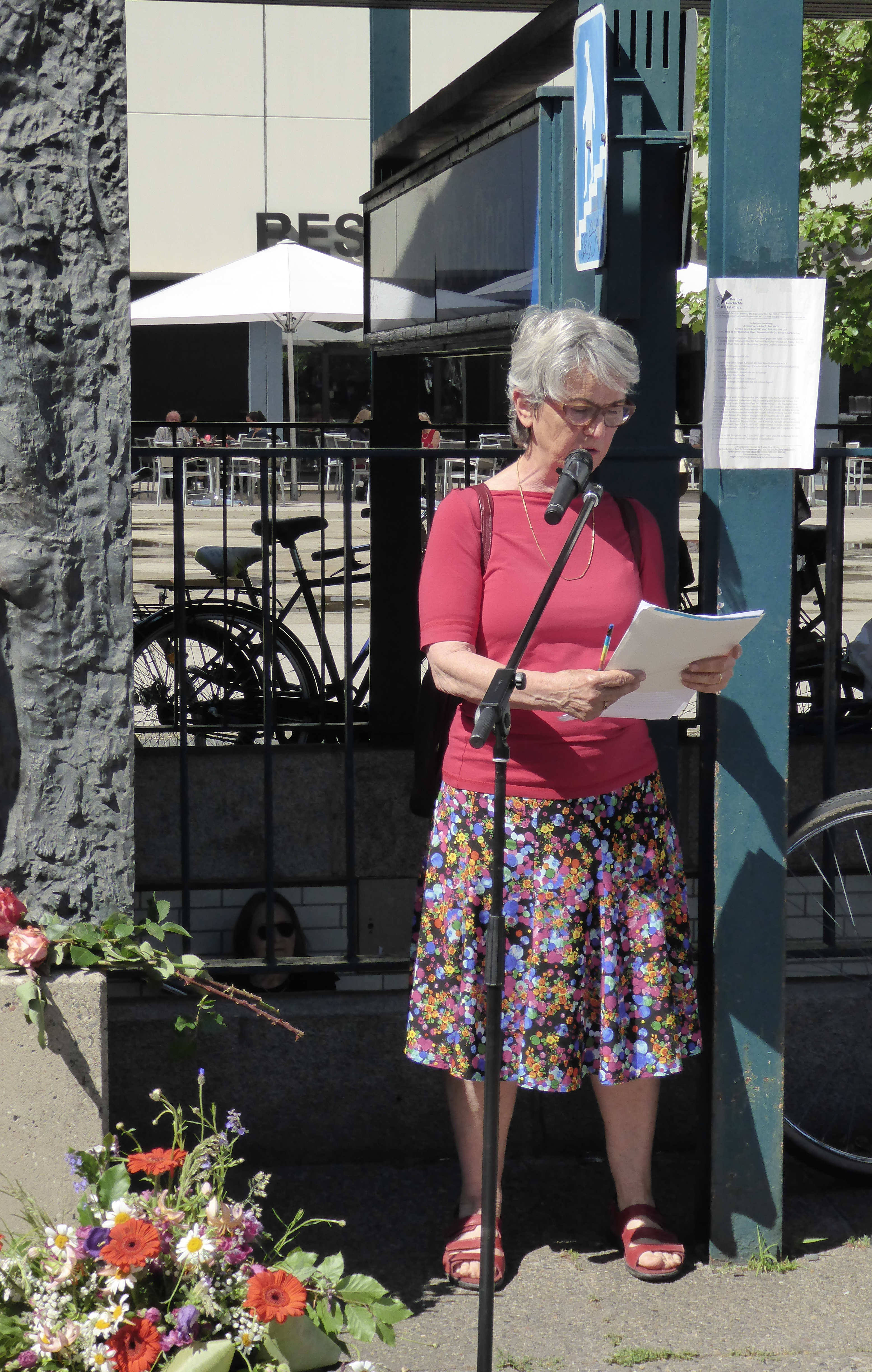
Hazel Rosenstrauch bei der Gedenkveranstaltung 2017 zum Tod von Benno Ohnesorg (1940–1967)

- Buchhandelsmanufaktur und Aufklärung. Die Reformen des Buchhändlers und Verlegers Ph. E. Reich (1717–1787). (Zugl. Diss. Tübingen, 1983). In: Archiv für Geschichte des Buchwesens. Bd. 26, 1. Halbbd, 1985, S. 1–129; Sonderdruck: Buchhändlervereinigung, Frankfurt am Main 1986, ISBN 3-7657-1340-6.
- Aus Nachbarn wurden Juden. Ausgrenzung und Selbstbehauptung 1933-1942. Transit Buchverlag, Berlin 1988, 2. Aufl. 1991, ISBN 3-88747-049-4.
- Beim Sichten der Erbschaft. Wiener Bilder für das Museum einer untergehenden Kultur. Persona Verlag, Mannheim 1992, 2. verbesserte Aufl. 1994, ISBN 3-924652-19-8.
- Kulturpolitik. Ein Schalk in Europas Nacken (= Reihe Eurokolleg, Band 16). Friedrich-Ebert-Stiftung, Bonn 1992, ISBN 3-86077-044-6.
- Die Grazie der Intellektuellen. Natascha und der Faktor S. Persona Verlag, Mannheim 1995, ISBN 3-924652-24-4.
- Karl August Varnhagen und die Kunst des geselligen Lebens. Eine Jugend um 1800. Biographischer Essay. Verlag Das Arsenal, Berlin 2003, ISBN 3-931109-50-X.
- Wahlverwandt und ebenbürtig. Caroline und Wilhelm von Humboldt. Eichborn Verlag, Frankfurt am Main 2009, 2. u. 3. Aufl. 2009. (Die Andere Bibliothek. Bd. 292) ISBN 978-3-8218-6207-1; Lizenzausgabe: Büchergilde Gutenberg, Frankfurt am Main/Wien/Zürich 2009. ISBN 978-3-7632-6273-1. Neuausgabe: Verlag AB – Die Andere Bibliothek, Berlin 2017 (= Extradrucke der Anderen Bibliothek. Bd. 292). ISBN 978-3-8477-2017-1.
- Juden Narren Deutsche. Essays. Persona Verlag, Mannheim 2010. ISBN 978-3-924652-37-1; Persona Verlag, Mannheim 2013. ISBN 978-3-924652-63-0 (E-Book).
- Karl Huß, der empfindsame Henker. Eine böhmische Miniatur. Verlag Matthes & Seitz, Berlin 2012, ISBN 978-3-88221-982-1, Rezension.[7]
- Eitelkeit. Ein spärlicher Name für einen überquellenden Inhalt. Hochroth Verlag, Wien 2013, ISBN 978-3-902871-37-4.
- Congress mit Damen. Europa zu Gast in Wien 1814/1815. Czernin Verlag, Wien 2014, ISBN 978-3-7076-0506-8.
- Simon Veit. Der missachtete Mann einer berühmten Frau. Persona Verlag, Mannheim 2019, ISBN 978-3-924652-44-9, Rezension.[8]

### Herausgeberschaften
- Zum Wohnsystem. Materialien/Materials (= architecture, Band 1). Mitherausgeberin unter dem Pseudonym Hazel E. Hazel. omnibus press, München 1971.
- Maskulin – Feminin. Mitherausgeberin unter dem Pseudonym Hazel E. Hazel. Verlag Rogner und Bernhard, München 1972. 
  - 2. vermehrte Auflage: Maskulin – Feminin. Die Sexualität ist das Unnatürlichste von der Welt. Reihe Passagen, 1975, ISBN 3-920802-87-X.
- Materialien über Berlin als Literaturstadt. Mitherausgeberin. Neue Gesellschaft für Literatur, Berlin 1983, ISBN 3-922510-08-6.
- Brückenschlag per Sprache. Schreiben – Denken – Lesen – Reden in der Universität (= Berliner Blätter, Ethnographische und ethnologische Beiträge, Band 27). Mitherausgeberin. Lit-Verlag, Hamburg 2002, ISBN 3-8258-6168-6.
- Erstaunter Blick zurück. Edith Rosenstrauch-Königsberg 1921–2003. Theodor Kramer Gesellschaft, Wien 2004, ISBN 3-901602-23-2.

### Aufsätze
- A future for my past. In: Wespennest. Heft 186/2024, S. 22–25 (Leseprobe PDF).